# Smerinthus orbata
Smerinthus orbata är en fjärilsart som beskrevs av Grum-grshimailo 1890. Smerinthus orbata ingår i släktet Smerinthus och familjen svärmare. Inga underarter finns listade i Catalogue of Life.